# Adji Cissoko
Adji Cissoko es una bailarina de ballet alemana. Actualmente es bailarina principal del Alonzo King LINES Ballet.

## Primeros años de vida
Cissoko nació en Munich, Alemania, de madre alemana y padre senegalés. Durante su infancia, la familia visitó Senegal periódicamente y fusionó ambas culturas en casa. Mientras crecía, estudió el método Vaganova de entrenamiento de ballet. A los 18 años, dejó Alemania para estudiar en la Escuela de Ballet Americano y en la Escuela Jacqueline Kennedy Onassis del American Ballet Theatre, ambas en Nueva York. 

## Carrera
Después de graduarse, Cissoko se unió al cuerpo de ballet del Ballet Nacional de Canadá. La directora artística, Karen Kain, la había visto bailar en el Prix de Lausanne 2009. Durante su primer año con el ballet, fue fotografiada para la portada de la edición de agosto/septiembre de 2011 de la revista Pointe. Después de tres temporadas con el Ballet Nacional de Canadá, Cissoko sintió que no encajaba bien en la compañía debido a su altura, y Kain le sugirió que audicionara para el Alonzo King LINES Ballet, una compañía localizada en la Bahía de San Francisco, de estilo más contemporáne y que incorpora bailarines más altos. Cissoko fue aceptada en LINES Ballet, aunque regresó al Ballet Nacional de Canadá en el verano de 2018 para bailar El lago de los cisnes.
Cissoko ha bailado con LINES Ballet desde 2014, donde el fundador Alonzo King la animó a ser hacer más improvisación. También ha actuado en el New Chamber Ballet y en la Gala del Ballet Internacional de Monterrey. En 2018, creó el papel de Furiosa en Fury, un ballet basado en Mad Max: Fury Road coreografiado por Danielle Rowe y producido por Kate Duhamel.

## Vida personal
Cissoko también comenzó a trabajar como coach de vida durante la pandemia de COVID-19, que pasó en Toronto. Habla con fluidez alemán, francés e inglés, tiene un nivel conversacional en español y sabe wolof básico. 